# Port lotniczy Dole-Jura
Port lotniczy Dole-Jura (IATA: DLE, ICAO: LFGJ) – port lotniczy położony 7 km na południowy zachód od Dole w miejscowości Tavaux, we Francji.

## Linie lotnicze i połączenia
| Linia lotnicza | Kierunek                     |
| -------------- | ---------------------------- |
| Air Corsica    | Sezonowo: 1. Bastia          |
| Ryanair        | 1. Fez 2. Marrakesz 3. Porto |